# Barland Motte
Barland Motte eller Barland Castle är en lämning av en medeltida motteborg i Wales. Den ligger i kommunen Powys, 11 km söder om Knighton. Barland Motte ligger 226 meter över havet.